# Adelheid zu Schaumburg-Lippe

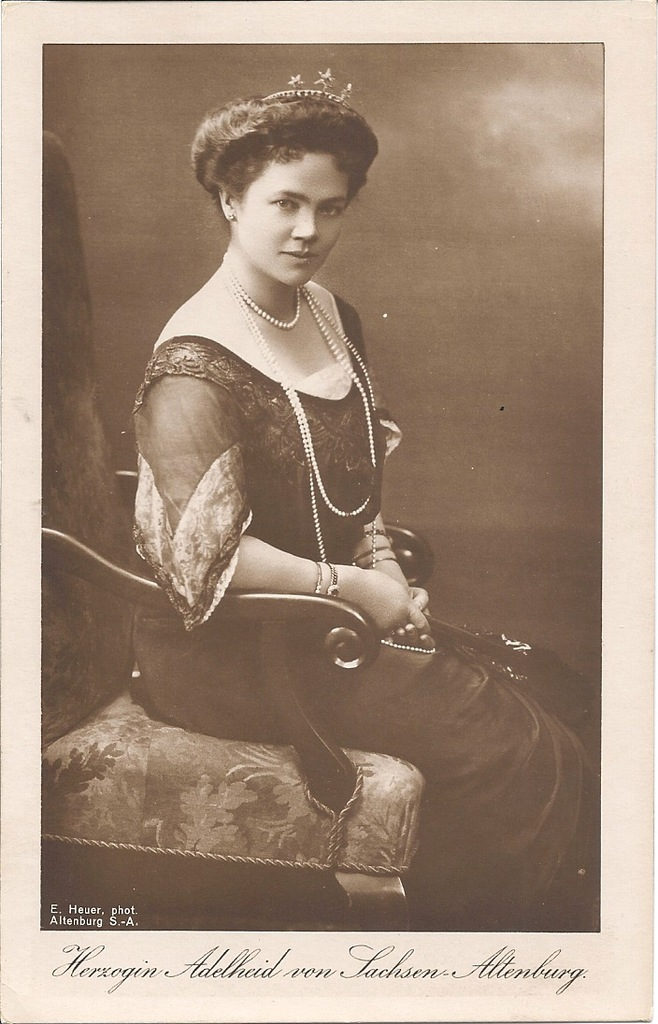
Prinzessin Adelheid zu Schaumburg-Lippe,
Herzogin von Sachsen-Altenburg

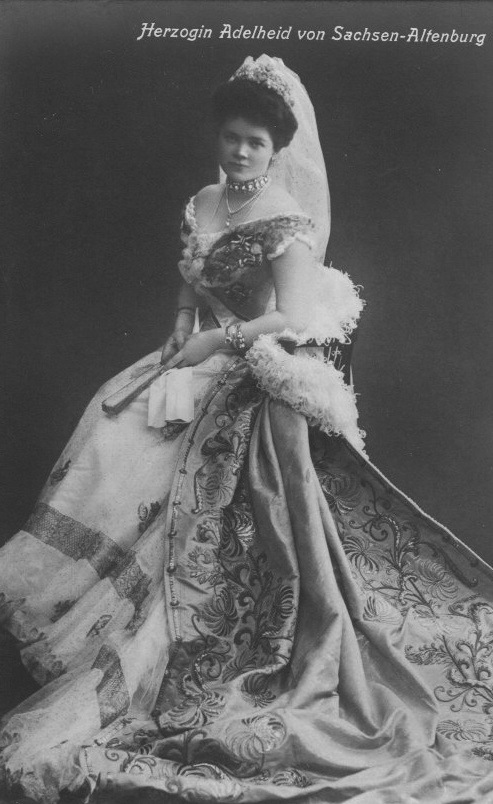
Herzogin Adelheid von Sachsen-Altenburg

Adelheid, Prinzessin zu Schaumburg-Lippe (vollständiger Name: Friederike Adelheid Marie Luise Hilda Eugenie) (* 22. September 1875 in Schloss Ratibořice, Böhmen; † 27. Januar 1971 in Ballenstedt, DDR) war ein Mitglied des Hauses Schaumburg-Lippe und von 1908 bis 1918 die letzte Herzogin von Sachsen-Altenburg.

## Leben
Prinzessin Adelheid war eine Tochter des Prinzen Wilhelm zu Schaumburg-Lippe (1834–1906), jüngster Sohn des Fürsten Georg Wilhelm zu Schaumburg-Lippe, und der Prinzessin Bathildis von Anhalt-Dessau (1837–1902).
Zusammen mit vier Brüdern und drei Schwestern wuchs sie in der fürstlichen Herrschaft Nachod in Ostböhmen auf. Am 17. Februar 1898 heiratete Prinzessin Adelheid Prinz Ernst von Sachsen-Altenburg, der 1908 den Thron als Herzog Ernst II. bestieg. Die Hochzeit fand in Bückeburg, der Residenz ihres Cousins, des Fürsten Georg zu Schaumburg-Lippe statt, dessen Ehefrau Marie Anna die Schwester des Bräutigams war. Das junge Paar richtete sich nach der Heirat zunächst in einer stattlichen Villa in Potsdam ein. Dort wurden zwischen den Jahren 1899 und 1905 alle vier Kinder des Paares geboren. Mit dem Tod seines Onkels Ernst I. am 7. Februar 1908 wurde Ernst II. Herzog und Adelheid zog an seiner Seite als Herzogin von Sachsen-Altenburg nach Altenburg um.
Ernst II. besaß eine große Leidenschaft für das Theater und sein Interesse am Theater erstreckte sich „bis hin zu den schönen und talentierten Schauspielerinnen“. Zum Ende des Ersten Weltkriegs erfolgte am 13. November 1918 die Abdankung des Herzogs. „Letztlich führten seine Affären dazu, dass Adelheid sich nach der Abdankung des Herzogs 1918 gezwungen sah, die Ehe mit den Worten, ,als Landesmutter habe ich die Schmach ertragen, als (nur noch) Ehefrau, bin ich dazu nicht mehr bereit‘, zu beenden.“ Am 17. Januar 1920 wurde die Ehe nach 22 Jahren geschieden. Während Ernst mit einer Opernsängerin eine zweite Ehe einging, blieb Adelheid alleinstehend.
Sie starb am 27. Januar 1971 im Alter von 95 Jahren in Ballenstedt in der DDR, gut 15 Jahre nach ihrem früheren Gatten Ernst II., der als einziger ehemaliger deutscher Bundesfürst ebenfalls in der DDR blieb und deren Bürger wurde.

## Nachkommen
Aus der Ehe Adelheids mit Herzog Ernst II. von Sachsen-Altenburg gingen folgende vier Kinder hervor:
- Charlotte Agnes (1899–1989)

⚭ 1919 Prinz Sigismund von Preußen (1896–1978)
- Georg Moritz (1900–1991), Erbprinz von Sachsen-Altenburg
- Elisabeth (1903–1991)
- Friedrich Ernst (1905–1985)